# Asociația Parcurilor Naționale din Madagascar
Madagascar National Parks,în română; (Asociația Parcurilor Naționale din Madagascar) cunoscută anterior ca l'Association Nationale pour la Gestion des Aires Protégées (ANGAP), a fost fondată în 1991 și este însărcinată cu gestionarea unei rețele de 46 parcuri naționale, rezervații speciale și rezervații naturale integrale din Madagascar.  Este o asociație privată care este recunoscută din punct de vedere juridic ca având o funcție publică și funcționează sub supravegherea ministerului responsabil pentru mediu, care, în iunie 2008, este Ministerul Mediului și Pădurilor (MEF).
Misiunea asociației este „De a stabili, conserva și gestiona în mod durabil o rețea națională de parcuri și rezervații reprezentative pentru diversitatea biologică și patrimoniul natural al Madagascarului.”